# Командний чемпіонат Європи з легкої атлетики 2017
Командний чемпіонат Європи з легкої атлетики 2017 в межах Суперліги був проведений 23-25 червня в Ліллі на стадіоні «Лілль-Метрополь».

## Суперліга

### Підсумковий залік
| Місце | Команда         | Очки  |
| ----- | --------------- | ----- |
| 1     | Німеччина       | 323,5 |
| 2     | Польща          | 297,5 |
| 3     | Франція         | 274   |
| 4     | Велика Британія | 269   |
| 5     | Іспанія         | 245   |
| 6     | Італія          | 224   |
| 7     | Чехія           | 217,5 |
| 8     | Україна         | 202,5 |
| 9     | Греція          | 201,5 |
| 10 ↓  | Білорусь        | 188,5 |
| 11 ↓  | Нідерланди      | 179   |

### Особисті результати

#### Чоловіки
| Дисципліни                | Перше місце                                                                | Перше місце | Друге місце                                                                  | Друге місце | Третє місце                                                        | Третє місце |
| ------------------------- | -------------------------------------------------------------------------- | ----------- | ---------------------------------------------------------------------------- | ----------- | ------------------------------------------------------------------ | ----------- |
| 100 метрів                | Гаррі Айкінс-Айїтей Велика Британія                                        | 10,21       | Джуліан Ройс Німеччина                                                       | 10,27       | Чуранді Мартіна Нідерланди                                         | 10,30       |
| 200 метрів                | Сергій Смелик Україна                                                      | 20,53 SB    | Мікаель-Меба Зезе Франція                                                    | 20,57       | Лікургос-Стефанос Цаконас Греція                                   | 20,59       |
| 400 метрів                | Двейн Кован Велика Британія                                                | 45,46 PB    | Рафал Омелко Польща                                                          | 45,53       | Давіде Ре Італія                                                   | 45,56 PB    |
| 800 метрів                | Теймен Куперс Нідерланди                                                   | 1.47,18     | Джордано Бенедетті Італія                                                    | 1.47,94     | Джемс Бовнесс Велика Британія                                      | 1.48,19     |
| 1500 метрів               | Марцин Левандовський Польща                                                | 3.53,40     | Джейк Вайтман Велика Британія                                                | 3.53,72     | Тімо Беніц Німеччина                                               | 3.54,28     |
| 3000 метрів               | Якуб Голуша Чехія                                                          | 7.57,60     | Марк Скотт Велика Британія                                                   | 7.58,52 PB  | Карлос Майо Іспанія                                                | 7.58,97 PB  |
| 5000 метрів               | Антоніо Абадія Іспанія                                                     | 13.59,40    | Нік Гулаб Велика Британія                                                    | 13.59,72    | Аманаль Петрос Німеччина                                           | 13.59,83    |
| 110 метрів з бар'єрами    | Орландо Ортега Іспанія                                                     | 13,20 =CR   | Орель Манга Франція                                                          | 13,35       | Девід Омореджі Велика Британія                                     | 13,36       |
| 400 метрів з бар'єрами    | Джек Грін Велика Британія                                                  | 49,47       | Серхіо Фернандес Іспанія                                                     | 49,72       | Патрик Добек Польща                                                | 49,79       |
| 3000 метрів з перешкодами | Маєдін Мекіссі-Бенаббад Франція                                            | 8.26,71     | Себастьян Мартос Іспанія                                                     | 8.27,46     | Кристіан Залевський Польща                                         | 8.33,02     |
| 4×100 метрів              | Велика БританіяЧиджинду Уджа Жарнел Г'юз Денієл Телбот Гаррі Айкінс-Айїтей | 38,08 CR    | НімеччинаДжуліан Ройс Роберт Герінг Рой Шмід Алейшо-Платіні Менга            | 38,30       | ФранціяБен Басса Готьє Дутремер Мікаель-Меба Зезе Гі-Ельфег Ануман | 38,68       |
| 4×400 метрів              | ІспаніяОскар Усільйос Лукас Буа Дарвін Ечеверрі Самуель Гарсія             | 3.02,32 EL  | НідерландиМартен Стейвенберг Лімарвін Боневасія Терренс Агард Бйорн Блаувхоф | 3.02,37 NR  | ЧехіяЯн Тесарж Павел Маслак Віт Мюллер Патрік Шорм                 | 3.03,31     |
| Стрибки у висоту          | Мікаель Анані Франція                                                      | 2,26 SB     | Марко Фассінотті Італія                                                      | 2,22        | Айке Оннен Німеччина                                               | 2,22        |
| Стрибки з жердиною        | Рено Лавіллені Франція                                                     | 5,80        | Ігор Бичков ІспаніяХендрік Грубер Німеччина                                  | 5,55        | не вручалась                                                       |             |
| Стрибки в довжину         | Ден Брамбл Велика Британія                                                 | 8,00 =SB    | Еусебіо Касерес Іспанія                                                      | 7,96        | Радек Юшка Чехія                                                   | 7,86        |
| Потрійний стрибок         | Макс Гесс Німеччина                                                        | 17,02 =SB   | Бен Вільямс Велика Британія                                                  | 16,73 SB    | Пабло Торріхос Іспанія                                             | 16,71       |
| Штовхання ядра            | Томаш Станек Чехія                                                         | 21,63 CR    | Давід Шторль Німеччина                                                       | 21,23 SB    | Конрад Буковецький Польща                                          | 20,83       |
| Метання диска             | Роберт Гартінг Німеччина                                                   | 66,30 SB    | Роберт Урбанек Польща                                                        | 66,25 SB    | Лолассонн Джуан Франція                                            | 64,35       |
| Метання молота            | Павел Файдек Польща                                                        | 78,29       | Павло Борейша Білорусь                                                       | 77,52       | Нік Міллер Велика Британія                                         | 76,65       |
| Метання списа             | Якуб Вадлейх Чехія                                                         | 87,95 CR    | Йоанніс Кіріазіс Греція                                                      | 86,33       | Томас Релер Німеччина                                              | 84,22       |

#### Жінки
| Дисципліни                | Перше місце                                                                | Перше місце | Друге місце                                                               | Друге місце | Третє місце                                                               | Третє місце |
| ------------------------- | -------------------------------------------------------------------------- | ----------- | ------------------------------------------------------------------------- | ----------- | ------------------------------------------------------------------------- | ----------- |
| 100 метрів                | Кароль Заї Франція                                                         | 11,19       | Джина Люкенкемпер Німеччина                                               | 11,35       | Корінн Хамфріс Велика Британія                                            | 11,50       |
| 200 метрів                | Марія Белібасакі Греція                                                    | 22,76 PB    | Анна Келбасинська Польща                                                  | 22,93 PB    | Ребекка Гаазе Німеччина                                                   | 22,98       |
| 400 метрів[a]             | Лісанне де Вітте Нідерланди                                                | 51,71 PB    | Лаура Мюллер Німеччина                                                    | 52,09       | Іда Баумгарт-Вітан Польща                                                 | 52,18       |
| 800 метрів                | Ольга Ляхова Україна                                                       | 2.03,09     | Юснейсі Сантіусті Італія                                                  | 2.03,56     | Естер Герреро Іспанія                                                     | 2.03,70     |
| 1500 метрів               | Констанце Клостергальфен Німеччина                                         | 4.09,57     | Ангеліка Ціхоцька Польща                                                  | 4.12,16     | Наталія Прищепа Україна                                                   | 4.13,51 SB  |
| 3000 метрів               | Софія Еннауї Польща                                                        | 9.01,24     | Ганна Кляйн Німеччина                                                     | 9.01,64     | Сімона Врзалова Чехія                                                     | 9.02,77 PB  |
| 5000 метрів               | Ана Лосано Іспанія                                                         | 15.18,40    | Юлія Шматенко Україна                                                     | 15.30,36 SB | Аліна Рех Німеччина                                                       | 15.32,50    |
| 100 метрів з бар'єрами    | Памела Дуткевич Німеччина                                                  | 12,75       | Аліна Талай Білорусь                                                      | 12,91       | Анна Плотіцина Україна                                                    | 13,05       |
| 400 метрів з бар'єрами    | Ейлід Дойл Велика Британія                                                 | 54,60 SB    | Ядіслейді Педросо Італія                                                  | 55,39 SB    | Олена Колесніченко Україна                                                | 55,51       |
| 3000 метрів з перешкодами | Геза Краузе Німеччина                                                      | 9.27,02     | Ленні Вейт Велика Британія                                                | 9.43,33 SB  | Ірен Санчес Іспанія                                                       | 9.43,51     |
| 4×100 метрів[b]           | НімеччинаЛара Матайс Александра Бурґгардт Джина Люкенкемпер Ребекка Гаазе  | 42,47 CR    | ПольщаКаміла Ціба Маріка Попович Анна Келбасинська Ева Свобода            | 43,07       | ІталіяГлорія Гупер Ірене Сірагуза Анна Бонджорні Одрі Алло                | 43,38       |
| 4×400 метрів[a]           | ПольщаІга Баумгарт Патриція Вичишкевич Мартина Домбровська Малгожата Голуб | 3.27,60 EL  | НімеччинаЛаура Мюллер Надін Гонська Ганна Мергенталер Рут Софія Шпельмаєр | 3.28,47     | Велика БританіяЕмілі Даймонд Лавіаї Нільсен Кірстен Макаслан Аніка Онуора | 3.28,96     |
| Стрибки у висоту          | Каміла Ліцвінко Польща                                                     | 1,97 =SB    | Марі-Лоренс Юнгфляйш Німеччина                                            | 1,97 SB     | Міхаела Груба ЧехіяАлессія Трост Італія                                   | 1,94        |
| Стрибки з жердиною        | Екатеріні Стефаніді Греція                                                 | 4,70        | Ірина Жук Білорусь                                                        | 4,60 PB     | Нінон Гуйон-Ромарен Франція                                               | 4,45        |
| Стрибки в довжину         | Клаудія Рат Німеччина                                                      | 6,66        | Ругі Соу Франція                                                          | 6,45        | Марина Бех Україна                                                        | 6,43        |
| Потрійний стрибок         | Параскеві Папахристу Греція                                                | 14,24 SB    | Крістін Гіріш Німеччина                                                   | 14,11       | Жанін Ассані Іссуф Франція                                                | 14,00       |
| Штовхання ядра            | Альона Дубицька Білорусь                                                   | 18,39       | Мелісса Букельман Нідерланди                                              | 17,72       | Пауліна Губа Польща                                                       | 17,67       |
| Метання диска             | Меліна Робер-Мішон Франція                                                 | 62,62       | Надін Мюллер Німеччина                                                    | 62,57       | Хрисула Ананьйостопулу Греція                                             | 59,28       |
| Метання молота            | Ганна Малищик Білорусь                                                     | 74,56       | Мальвіна Копрон Польща                                                    | 73,06       | Альона Шамотіна Україна                                                   | 70,02 PB    |
| Метання списа             | Барбора Шпотакова Чехія                                                    | 65,14 SB    | Тетяна Холодович Білорусь                                                 | 64,60       | Марцеліна Вітек Польща                                                    | 60,98 SB    |

a  Рівненчанка Ольга Земляк первісно була другою у бігу на 400 метрів (51,88) та в естафеті 4×400 метрів (3.28,02). Проте пізніше вона була дискваліфікована за порушення антидопінгових правил, внаслідок чого її та українського естафетного квартету результати у цих дисциплінах були анульовані

b  Український естафетний квартет, у складі якого виступала запоріжанка Олеся Повх, первісно був третім в естафеті 4×100 метрів (43,09). Проте пізніше Олеся Повх була дискваліфікована за порушення антидопінгових правил, внаслідок чого її результат в бігу на 100 метрів, де вона не змогла вийти до фінального забігу, та результат українського естафетного квартету були анульовані.

### Виступ українців
Склад збірної України для участі в командному чемпіонаті Європи був визначений рішенням Федерації легкої атлетики України.
| Чоловіки | Чоловіки                                                      | Чоловіки   | Чоловіки  |
| Місце    | Атлет                                                         | Дисципліна | Результат |
| -------- | ------------------------------------------------------------- | ---------- | --------- |
| 1        | Сергій Смелик                                                 | 200 м      | 20,53 SB  |
|          | Євген Гуцол                                                   | 800 м      | 1.48,26   |
|          | Роман Кравцов Еміль Ібрагімов Володимир Супрун Сергій Смелик  | 4×100 м    | 39,07     |
|          | Сергій Регеда                                                 | молот      | 75,10     |
|          | Дмитро Дем'янюк                                               | висота     | 2,17      |
|          | Юрій Кушнірук                                                 | спис       | 74,14     |
|          | Віталій Бутрим                                                | 400 м      | 46,95     |
|          | Станіслав Маслов                                              | 3000 м     | 8.02,11   |
|          | Єгор Жуков                                                    | 5000 м     | 14.15,26  |
|          | Данило Даниленко                                              | 400 м з/б  | 51,03     |
|          | Данило Даниленко Євген Гуцол Олексій Поздняков Віталій Бутрим | 4×400 м    | 3.07,03   |
|          | Олександр Малосілов                                           | потрійний  | 16,27     |
|          | Володимир Киц                                                 | 1500 м     | 3.55,90   |
|          | Іван Єрьомін                                                  | жердина    | 5,30      |
|          | Тарас Неледва                                                 | довжина    | 7,39      |
|          | Ігор Мусієнко                                                 | ядро       | 19,33     |
|          | Володимир Супрун                                              | 100 м      | 10,78     |
|          | Іван Панасюк                                                  | диск       | 54,73     |
|          | Артем Шаматрин                                                | 110 м з/б  | 14,33     |
|          | Роман Ростикус                                                | 3000 м з/п | 9.15,09   |

| Жінки | Жінки                                                        | Жінки      | Жінки       |
| Місце | Атлетка                                                      | Дисципліна | Результат   |
| ----- | ------------------------------------------------------------ | ---------- | ----------- |
| 1     | Ольга Ляхова                                                 | 800 м      | 2.03,09     |
| 2     | Юлія Шматенко                                                | 5000 м     | 15.30,36 SB |
| 3     | Наталія Прищепа                                              | 1500 м     | 4.13,51 SB  |
| 3     | Анна Плотіцина                                               | 110 м з/б  | 13,05       |
| 3     | Олена Колесніченко                                           | 400 м з/б  | 55,51       |
| 3     | Марина Бех                                                   | довжина    | 6,43        |
| 3     | Альона Шамотіна                                              | молот      | 70,02 PB    |
|       | Наталія Семенова                                             | диск       | 58,93       |
|       | Наталія Стребкова                                            | 3000 м з/п | 9.44,57     |
|       | Оксана Окунєва                                               | висота     | 1,90        |
|       | Ольга Саладуха                                               | потрійний  | 13,62       |
|       | Ганна Гацько-Федусова                                        | спис       | 56,02       |
|       | Аліна Калістратова                                           | 200 м      | 23,4h       |
|       | Яна Гладійчук                                                | жердина    | 4,20        |
|       | Галина Облещук                                               | ядро       | 16,56       |
| —     | Олеся Повх                                                   | 100 м      | DQ          |
| —     | Ольга Земляк                                                 | 400 м      | DQ          |
| —     | Вікторія Погорєльська                                        | 3000 м     | DQ[c]       |
| —     | Олеся Повх Христина Стуй Яна Качур Єлизавета Бризгіна        | 4×100 м    | DQ          |
| —     | Катерина Климюк Ольга Ляхова Анастасія Бризгіна Ольга Земляк | 4×400 м    | DQ          |

c  Харків'янка Вікторія Погорєльська первісно фінішувала 7-ю в бігу на 3000 метрів з часом 9.06,02. Проте пізніше вона була дискваліфікована за порушення антидопінгових правил, внаслідок чого показаний нею на командному чемпіонаті Європи результат був анульований.

## 1-3 ліги
Командний чемпіонат Європи з легкої атлетики 2017 в межах 1-3 ліг був проведений 23-25 червня у Ваасі на стадіоні Каарле (1-а ліга) та 24-25 червня у Тель-Авіві на легкоатлетичному стадіоні Національного спортивного центру (2-а ліга) і у Марсі на місцевій легкоатлетичній арені (3-я ліга).

### Підсумковий залік
| Місце | Команда    | Очки  |
| ----- | ---------- | ----- |
| 1 ↑   | Швеція     | 321,5 |
| 2 ↑   | Фінляндія  | 315,5 |
| 3 ↑   | Швейцарія  | 306,5 |
| 4     | Туреччина  | 304   |
| 5     | Норвегія   | 274,5 |
| 6     | Португалія | 269   |
| 7     | Румунія    | 248   |
| 8     | Ірландія   | 241   |
| 9     | Бельгія    | 234,5 |
| 10 ↓  | Естонія    | 204   |
| 11 ↓  | Болгарія   | 188,5 |
| 12 ↓  | Данія      | 188   |

| Місце | Команда    | Очки  |
| ----- | ---------- | ----- |
| 1 ↑   | Угорщина   | 372,5 |
| 2 ↑   | Словаччина | 308   |
| 3 ↑   | Литва      | 298,5 |
| 4     | Словенія   | 297   |
| 5     | Латвія     | 259   |
| 6     | Хорватія   | 254,5 |
| 7     | Кіпр       | 248   |
| 8     | Ізраїль    | 243,5 |
| 9     | Австрія    | 241,5 |
| 10 ↓  | Сербія     | 239,5 |
| 11 ↓  | Ісландія   | 182,5 |
| 12 ↓  | Молдова    | 166,5 |

| Місце | Команда              | Очки  |
| ----- | -------------------- | ----- |
| 1 ↑   | Люксембург           | 318   |
| 2 ↑   | Грузія               | 263   |
| 3 ↑   | Мальта               | 262,5 |
| 4     | Боснія і Герцеговина | 261   |
| 5     | Чорногорія           | 245,5 |
| 6     | Вірменія             | 218   |
| 7     | Північна Македонія   | 181   |
| 8     | Андорра              | 133   |
| 9     | Малі держави Європи  | 119   |
| 10    | Азербайджан          | 80    |

### Окремі результати переможців
У змаганнях команд 1-3 ліг переможцями в окремих дисциплінах були показані результати, кращі за результати переможців у Суперлізі або які дорівнювали їм.
| Дисципліна             | Ліга | Атлет                     | Результат   |
| ---------------------- | ---- | ------------------------- | ----------- |
| 100 метрів             | 2-а  | Ян Волко Словаччина       | 10,21       |
| 200 метрів             | 1-а  | Раміль Гулієв Туреччина   | 20,20       |
| 1500 метрів            | 2-а  | Сімас Берташюс Литва      | 3.44,59     |
| 3000 метрів            | 1-а  | Еліу Гомеш Португалія     | 7.55,94     |
| 5000 метрів            | 1-а  | Алі Кая Туреччина         | 13.36,75 CR |
| 400 метрів з бар'єрами | 1-а  | Карстен Варгольм Норвегія | 48,46 CR    |
| Стрибки у висоту       | 1-а  | Тихомир Іванов Болгарія   | 2,30        |
| Метання диска          | 1-а  | Данієль Штоль Швеція      | 66,41       |
| Метання списа          | 1-а  | Теро Піткямякі Фінляндія  | 88,27 CR    |

| Дисципліна | Ліга | Атлетка                | Результат |
| ---------- | ---- | ---------------------- | --------- |
| 400 метрів | 1-а  | Леа Шпрунгер Швейцарія | 51,61     |
| 800 метрів | 1-а  | Ловіса Лінд Швеція     | 2.02,36   |